# Transport kolejowy w Estonii

Mapa estońskiej sieci kolejowej

Transport kolejowy w Estonii – system transportu kolejowego działającego na terenie Estonii.
Operatorem systemu są Eesti Raudtee. Całkowita długość kolei estońskich wynosi 2164 km,  z czego 132 km to koleje elektryczne. Głównym właścicielem kolei jest państwo i jej działalność reguluje Agencja Ochrony Konsumentów i Dozoru Technicznego .
W Estonii szerokość toru prostego odcinka kolei publicznej pomiędzy wewnętrznymi krawędziami główek szyny wynosi 1520 lub 1524 mm. Od drugiej połowy lat 90. szerokość głównych dróg stopniowo zmieniana jest na 1524 mm.  Decyzją Rządu Republiki mogą zostać wprowadzone także linie kolejowe przeznaczone do użytku publicznego z innymi torami.
Obecnie kolej jest wykorzystywana w Estonii do transportu towarowego, ale także do transportu pasażerskiego. Transport pasażerski odbywa się najczęściej w pobliżu Tallina.

## Infrastruktura
Infrastrukturą zarządza spółka Eesti Raudtee Infra.
Napięcie obowiązujące na liniach zelektryfikowanych to 3000 V (czyli 3 kV).

## Historia
Pierwszą linią kolejową była Kolej Bałtycka (Paldiski – Tallinn – Petersburg) otwarta 5 listopada 1870 roku. 
Kolejne linie szerokotorowe powstawały głównie do wybuchu I wojny światowej. W 1896 r. otwarto pierwszą linię wąskotorową (750 mm) z Walgi do Parnawy.
W 1918 roku Estonia uzyskała niepodległość i powołano Eesti Raudtee.
W 1941 roku sieć liczyła 1447 km linii (772 km tor szeroki i 675 km tor wąski). 
Po II wojnie światowej Estonia stała się częścią Związku Radzieckiego, a niektóre linie wąskotorowe przekuto na tor szeroki, W 1957 r. rozpoczyna się wprowadzanie trakcji spalinowej na szeroką skalę.
Po upadku Związku Radzieckiego 1 stycznia 1992 roku powołano Eesti Raudtee.

## Inwestycje
W 2019 r. ogłoszono plany, zgodnie z którymi zaplanowano zwiększenie do końca 2028 r. długości odcinków zelektryfikowanych do 900 km.
W planach jest też budowa normalnotorowej linii Rail Baltica, która połączy Polskę z krajami bałtyckimi. Estoński odcinek linii zacznie się na granicy z Łotwą w pobliżu wsi Ikla. Dalej trasa pobiegnie przez Parnawę i Raplę do Tallinna.